# Liste der Staatsoberhäupter 1945
Übersicht
◄◄ | ◄ | 1941 | 1942 | 1943 | 1944 | Liste der Staatsoberhäupter 1945 | 1946 | 1947 | 1948 | 1949 | ► | ►►

Weitere Ereignisse

## Afrika
- Ägypten
  - Staatsoberhaupt: König Faruq (1936–1952)
  - Regierungschef:
    - Ministerpräsident Ahmed Maher Pascha (1944–24. Februar 1945)
    - Ministerpräsident Mahmud an-Nukraschi Pascha (26. Februar 1945–1946, 1946–1948)

- Äthiopien
  - Staatsoberhaupt: Kaiser Haile Selassie (1930–1974) (1916–1930 Regent, 1936–1941 im Exil)
  - Regierungschef: Ministerpräsident Makonnen Endelkachew (1943–1957)

- Liberia
  - Staats- und Regierungschef: Präsident William S. Tubman (1944–1971)

- Südafrika
  - Staatsoberhaupt: König Georg VI. (1936–1952)
    - Generalgouverneur: Nicolaas Jacobus de Wet (1943–1946) (kommissarisch)

  - Regierungschef: Ministerpräsident Jan Smuts (1919–1924, 1939–1948)

## Amerika

### Nordamerika
- Kanada
  - Staatsoberhaupt: König Georg VI. (1936–1952)
    - Generalgouverneur: Alexander Cambridge, 1. Earl of Athlone (1940–1946) (1924–1931 Generalgouverneur von Südafrika)

  - Regierungschef: Premierminister William Lyon Mackenzie King (1921–1926, 1926–1930, 1935–1948)

- Mexiko
  - Staats- und Regierungschef: Präsident Manuel Ávila Camacho (1940–1946)

- Vereinigte Staaten von Amerika
  - Staats- und Regierungschef:
    - Präsident Franklin D. Roosevelt (1933–12. April 1945)
    - Präsident Harry S. Truman (12. April 1945–1953)

### Mittelamerika
- Costa Rica
  - Staats- und Regierungschef: Präsident Teodoro Picado Michalski (1944–1948)

- Dominikanische Republik
  - Staats- und Regierungschef: Präsident Rafael Trujillo (1930–1938, 1942–1952)

- El Salvador
  - Staats- und Regierungschef:
    - Präsident Osmín Aguirre y Salinas (1944–1. März 1945) (kommissarisch)
    - Präsident Salvador Castaneda Castro (1. März 1945–1948)

- Guatemala
  - Staats- und Regierungschef:
    - Revolutionäre Regierungsjunta Francisco Javier Arana, Jacobo Árbenz Guzmán, Jorge Toriello Garrido (1944–15. März 1945)
    - Präsident Juan José Arévalo (15. März 1945–1951)

- Haiti
  - Staats- und Regierungschef: Präsident Élie Lescot (1941–1946)

- Honduras
  - Staats- und Regierungschef: Präsident Tiburcio Carías Andino (1933–1949)

- Kuba
  - Staatsoberhaupt: Präsident Ramón Grau San Martín (1933–1934, 1944–1948)
  - Regierungschef:
    - Ministerpräsident Félix Lancís Sánchez (1944–13. Oktober 1945, 1950–1951)
    - Ministerpräsident Carlos Prío Socarrás (13. Oktober 1945–1947) (1948–1952 Präsident)

- Nicaragua
  - Staats- und Regierungschef: Präsident Anastasio Somoza García (1937–1947, 1950–1956)

- Panama
  - Staats- und Regierungschef:
    - Präsident Ricardo Adolfo de la Guardia Arango (1941–15. Juni 1945)
    - Präsident Enrique Adolfo Jiménez Brin (15. Juni 1945–1948)

### Südamerika
- Argentinien
  - Staats- und Regierungschef: Präsident Edelmiro Julián Farrell (1944–1946)

- Bolivien
  - Staats- und Regierungschef: Präsident Gualberto Villarroel López (1943–1946)

- Brasilien
  - Staats- und Regierungschef:
    - Präsident Getúlio Vargas (1930–29. Oktober 1945, 1951–1954)
    - Präsident José Linhares (29. Oktober 1945–1946)

- Chile
  - Staats- und Regierungschef: Präsident Juan Antonio Ríos Morales (1942–1946)

- Ecuador
  - Staats- und Regierungschef: Präsident José María Velasco Ibarra (1934–1935, 1944–1947, 1952–1956, 1960–1961, 1968–1972)

- Kolumbien
  - Staats- und Regierungschef:
    - Präsident Alfonso López Pumarejo (1934–1938, 1942–7. August 1945)
    - Präsident  Alberto Lleras Camargo (7. August 1945–1946, 1958–1962) (kommissarisch)

- Paraguay
  - Staats- und Regierungschef: Präsident Higinio Morínigo (1940–1948) (bis 1943 kommissarisch)

- Peru
  - Staatsoberhaupt:
    - Präsident Manuel Prado y Ugarteche (1939–28. Juli 1945, 1956–1962)
    - Präsident José Luis Bustamante y Rivero (28. Juli 1945–1948)

  - Regierungschef:
    - Premierminister Manuel Cisneros Sánchez (1944–28. Juli 1945, 1956–1958)
    - Premierminister Enrique García Sayan (28. Juli 1945–1946)

- Uruguay
  - Staats- und Regierungschef: Präsident Juan José de Amézaga (1943–1947)

- Venezuela
  - Staats- und Regierungschef:
    - Präsident Isaías Medina Angarita (1941–19. Oktober 1945)
    - Präsident Rómulo Betancourt (19. Oktober 1945–1948, 1959–1964)

## Asien

### Ost-, Süd- und Südostasien
- Bhutan
  - Herrscher: König Jigme Wangchuk (1926–1952)

- China
  - Staatsoberhaupt: Vorsitzender der Nationalregierung Chiang Kai-shek (1943–1948)
  - Regierungschef:
    - Vorsitzender des Exekutiv-Yuans Chiang Kai-shek (1939–31. Mai 1945)
    - Vorsitzender des Exekutiv-Yuans T. V. Soong (31. Mai 1945–1947)

- Britisch-Indien
  - Kaiser: Georg VI. (1936–1947)
  - Vizekönig: Archibald Wavell (1943–1947)

- Japan
  - Staatsoberhaupt: Kaiser Hirohito (1926–1989)
  - Regierungschef:
    - Premierminister Koiso Kuniaki (1944–7. April 1945)
    - Premierminister Suzuki Kantarō (7. April–17. August 1945)
    - Premierminister Fürst Higashikuni Naruhiko (17. August–9. Oktober 1945)
    - Premierminister Shidehara Kijūrō (9. Oktober 1945–1946)

- Mandschukuo (umstritten, besetzt ab August)
  - Staatsoberhaupt: Kaiser Puyi (1932–August 1945)
  - Regierungschef: Ministerpräsident Zhang Jinghui (1935–August 1945)

- Nepal
  - Staatsoberhaupt: König Tribhuvan (1911–1955)
  - Regierungschef:
    - Ministerpräsident Juddha Shamsher Jang Bahadur Rana (1932–29. November 1945)
    - Ministerpräsident Padma Shamsher Jang Bahadur Rana (29. November 1945–1948)

- Siam (heute: Thailand)
  - Staatsoberhaupt: König Ananda Mahidol (1935–1946)
  - Regierungschef:
    - Major Kuang Abhayawongse (1944–31. August 1945)
    - Ministerpräsident Tawee Boonyaket (31. August–17. September 1945)
    - Ministerpräsident Seni Pramoj (17. September–15. Oktober 1945)

### Vorderasien
- Irak
  - Staatsoberhaupt: König Faisal II. (1939–1958)
  - Regierungschef: Ministerpräsident Hamdi al-Patschatschi (1944–1946)

- Iran
  - Staatsoberhaupt: Schah Mohammad Reza Pahlavi (1941–1979)
  - Regierungschef:
    - Ministerpräsident Morteza Gholi Bayat (1945)
    - Ministerpräsident Ebrahim Hakimi (1945)
    - Ministerpräsident Mohsen Sadr (1945)
    - Ministerpräsident Ebrahim Hakimi (1945–1946)

- Jemen
  - Herrscher: König Yahya bin Muhammad (1918–1948)

- Saudi-Arabien
  - Staatsoberhaupt und Regierungschef: König Abd al-Aziz ibn Saud (1932–1953)

- Transjordanien (heute: Jordanien)
  - Herrscher: Emir Abdallah ibn Husain I. (1921–1951)

### Zentralasien
- Afghanistan
  - Staatsoberhaupt: König Mohammed Sahir Schah (1933–1973)
  - Regierungschef: Ministerpräsident Sardar Mohammad Hashim Khan (1929–1946)

- Mongolei
  - Staatsoberhaupt: Vorsitzender des Großen Staats-Churals Gontschigiin Bumtsend (1940–1953)
  - Regierungschef: Vorsitzender des Ministerrates Chorloogiin Tschoibalsan (1939–1952)

- Tibet (umstritten)
  - Herrscher: Dalai Lama Tendzin Gyatsho (1935–1951)

## Australien und Ozeanien
- Australien
  - Staatsoberhaupt: König Georg VI. (1936–1952)
  - Generalgouverneur:
    - Earl Alexander Hore-Ruthven (1936–30. Januar 1945)
    - Prinz Heinrich Wilhelm (30. Januar 1945–1947)

  - Regierungschef:
    - Premierminister John Curtin (1941–5. Juli 1945)
    - Premierminister Frank Forde (6. Juli–13. Juli 1945)
    - Premierminister Ben Chifley (13. Juli 1945–1949)

- Neuseeland
  - Staatsoberhaupt: König Georg VI. (1936–1952)
  - Generalgouverneur: Marschall Baron Cyril Newall (1941–1946)
  - Regierungschef: Premierminister Peter Fraser (1940–1949)

## Europa
- Albanien
  - Parteichef: Sekretär des ZK Enver Hoxha (1941–1985) (1944–1954 Ministerpräsident)
  - Staatsoberhaupt: Vorsitzender des Präsidiums der Volksversammlung Omer Nishani (1944–1953)
  - Regierungschef: Ministerpräsident Enver Hoxha (1944–1954) (1941–1985 Parteichef)

- Andorra
  - Co-Fürsten:
    - Staatspräsident von Frankreich: Charles de Gaulle (1944–1946)
    - Bischof von Urgell: Ramon Iglésias Navarri (1940–1969)

- Belgien
  - Staatsoberhaupt: König Leopold III. (1934–1951) (1940–1945 in deutscher Gefangenschaft, 1945–1950 im Schweizer Exil)
    - Regent: Prinz Karl (1944–1950)

  - Regierungschef:
    - Ministerpräsident Hubert Pierlot (1939–12. Februar 1945) (1940–1944 im Exil)
    - Ministerpräsident Achille Van Acker (12. Februar 1945–1946, 1946)

- Bulgarien
  - Staatsoberhaupt:
    - Zar Simeon II. (1943–1946) (2001–2005 Ministerpräsident)

  - Regierungschef: Ministerpräsident Kimon Georgiew (1934–1935, 1944–1946)

- Dänemark (1940–1945 von Deutschland besetzt)
  - Staatsoberhaupt: König Christian X. (1912–1947) (1918–1944 König von Island)
  - Regierungschef:
    - Ministerpräsident Erik Scavenius (1942–5. Mai 1945)
    - Ministerpräsident Vilhelm Buhl (1942, 5. Mai 1945–7. November 1945)
    - Ministerpräsident Knud Kristensen (7. November 1945–1947)

- Deutsches Reich
  - Staatsoberhaupt:
    - „Führer und Reichskanzler“ Adolf Hitler (1933–30. April 1945)
    - Reichspräsident: Großadmiral Karl Dönitz (1. Mai–23. Mai 1945)

  - Regierungschef:
    - „Führer und Reichskanzler“ Adolf Hitler (1933–30. April 1945)
    - Reichskanzler Joseph Goebbels (30. April–1. Mai 1945)
    - (provisorisch) Johann Ludwig Graf Schwerin von Krosigk (2. Mai–23. Mai 1945)

- Deutschland (besetzt)
  - Militärgouverneure:
    - Amerikanische Besatzungszone: General Dwight D. Eisenhower (1945), General Joseph T. McNarney (1945–1947)
    - Britische Besatzungszone: Feldmarschall Bernard Montgomery (5. Juni 1945–1946)
    - Französische Besatzungszone: General Pierre Kœnig (5. Juni 1945–1949)
    - Sowjetische Besatzungszone: Marschall Georgi Schukow (5. Juni 1945–1946)

- Finnland
  - Staatsoberhaupt: Präsident Carl Gustaf Emil Mannerheim (1944–1946)
  - Regierungschef: Ministerpräsident Juho Kusti Paasikivi (1918, 1944–1946) (1946–1956 Präsident)

- Frankreich
  - Staats- und Regierungschef: Präsident der Provisorische Regierung der Französischen Republik Charles de Gaulle (1944–1946) (1959–1969 Präsident; 1958–1959 Ministerpräsident)

- Griechenland
  - Staatsoberhaupt: König Georg II. (1922–1924, 1935–1947) (1941–1946 im Exil)
    - Regent Damaskinos Papandreou (1944–1946) (1945 Ministerpräsident)

  - Regierungschef: Ministerpräsident Georgios Papandreou (1944–3. Januar 1945, 1963, 1964–1965) (bis 18. Oktober 1944 im Exil)
    - Ministerpräsident Nikolaos Plastiras (3. Januar 1945–8. April 1945, 1950, 1952)
    - Ministerpräsident Petros Voulgaris (8. April 1945–17. Oktober 1945)
    - Ministerpräsident Damaskinos Papandreou (17. Oktober 1945–1. November 1945) (kommissarisch) (1944–1946 Regent)
    - Ministerpräsident Panagiotis Kanellopoulos (1. November 1945–22. November 1945, 1967)
    - Ministerpräsident Themistoklis Sofoulis (1924, 22. November 1945–1946, 1947–1949)

- Irland
  - Staatsoberhaupt:
    - Präsident Douglas Hyde (1938–24. Juni 1945)
    - Präsident Seán T. O’Kelly (24. Juni 1945–1959)

  - Regierungschef: Taoiseach Éamon de Valera (1932–1948, 1951–1954, 1957–1959) (1959–1973 Präsident)

- Island
  - Staatsoberhaupt: Präsident Sveinn Björnsson (1944–1952)
  - Regierungschef: Ministerpräsident Ólafur Thors (1944–1947, 1949–1950, 1953–1956, 1959–1963)

- Italien
  - Staatsoberhaupt: König Viktor Emanuel III. (1900–1946)
  - Regierungschef:
    - Ministerpräsident Ivanoe Bonomi (1921–1922, 1944–21. Juni 1945)
    - Ministerpräsident Ferruccio Parri (21. Juni 1945–10. Dezember 1945)
    - Ministerpräsident Alcide De Gasperi (10. Dezember 1945–1953) (1946 Staatsoberhaupt)

  - Republik von Salò (im von Deutschland besetzten Norditalien)
    - Staats- und Regierungschef: Benito Mussolini (1943–28. April 1945)

- Jugoslawien (1941–1945 von Deutschland und (bis 1943) Italien besetzt)
  - Staatsoberhaupt:
    - König Peter II. (1934–29. November 1945) (1941–1945 im Exil)
    - Präsident Ivan Ribar (2. Dezember 1945–1953)

  - Regierungschef: Ministerpräsident Josip Broz Tito (7. März 1945–1963) (1953–1980 Präsident)

- Kroatien (1941–1945 unter Oberhoheit von Deutschland und (bis 1943) Italien)
  - Staatsoberhaupt: „Führer“ Ante Pavelić (1943–8. Mai 1945) (1941–1943 Regierungschef)
  - Regierungschef: Ministerpräsident Nikola Mandić (1943–6. Mai 1945)

- Liechtenstein
  - Staatsoberhaupt: Fürst Franz Josef II. (1938–1989)
  - Regierungschef
    - Josef Hoop (1928–3. September 1945)
    - Alexander Frick (3. September 1945–1962)

- Luxemburg
  - Staatsoberhaupt: Großherzogin Charlotte (1919–1964) (1940–1945 im Exil)
  - Regierungschef: Staatsminister Pierre Dupong (1937–1953) (1940–1945 im Exil)

- Monaco
  - Staatsoberhaupt: Fürst Louis II. (1922–1949)
  - Regierungschef: Staatsminister Pierre de Witasse (1944–1948)

- Niederlande (1940–5. Mai 1945 von Deutschland besetzt)
  - Staatsoberhaupt: Königin Wilhelmina (1890–1948) (1940–1945 im Exil)
  - Regierungschef:
    - Ministerpräsident Pieter Sjoerds Gerbrandy (1940–24. Juni 1945) (1940–1945 im Exil)
    - Ministerpräsident Willem Schermerhorn (24. Juni 1945–1946)

  - Reichskommissar Arthur Seyß-Inquart (1940–5. Mai 1945) (1938 Bundeskanzler vön Österreich)

- Norwegen (1940–1945 von Deutschland besetzt)
  - Staatsoberhaupt: König Haakon VII. (1906–1957) (1940–1945 im Exil)
  - Regierungschef:
    - Ministerpräsident Johan Nygaardsvold (1935–24. Juni 1945) (1940–1945 im Exil)
    - Ministerpräsident Oscar Torp (14. Mai 1945–31. Mai 1945) (kommissarisch)
    - Ministerpräsident Einar Gerhardsen (25. Juni 1945–1951, 1955–1963, 1963–1965)

  - Reichskommissar
    - Josef Terboven (1940–7. Mai 1945)
    - Franz Böhme (7. Mai 1945–8. Mai 1945) (kommissarisch)

  - Ministerpräsident Vidkun Quisling (1940, 1942–9. Mai 1945)

- Österreich (besetzt)
  - Staatsoberhaupt: Bundespräsident Karl Renner (20. Dezember 1945–1950)
  - Regierungschef:
    - Staatskanzler Karl Renner (27. April 1945–20. Dezember 1945)
    - Bundeskanzler Leopold Figl (20. Dezember 1945–1953)

- Polen
  - Staatsoberhaupt: Präsident Bolesław Bierut (1944–1952) (bis 4. Februar 1947 Präsident des Landesnationalrates, 1952–1954 Ministerpräsident, 1948–1954 Parteichef)
  - Regierungschef: Ministerpräsident Edward Osóbka-Morawski (1944–1947)

- Portugal
  - Staatsoberhaupt: Präsident Óscar Carmona (1925–1951)
  - Regierungschef: Ministerpräsident António de Oliveira Salazar (1932–1968)

- Rumänien
  - Staatsoberhaupt: König Michael I. (1940–1947)
  - Regierungschef:
    - Ministerpräsident Nicolae Rădescu (1944–6. März 1945)
    - Ministerpräsident Petru Groza (6. März 1945–1952)

- San Marino
  - Capitani Reggenti:
    - Teodoro Lonfernini (1944–1. April 1945) und Leonida Suzzi Valli (1944–1. April 1945, 1963)
    - Alvaro Casali (1. April 1945–1. Oktober 1945, 1951, 1957, 1960, 1965–1966, 1969–1970) und Vittorio Valentini (1. April 1945–1. Oktober 1945)
    - Ferruccio Martelli (1914, 1918, 1. Oktober 1945–1946, 1949) und Secondo Fiorini (1. Oktober 1945–1946, 1954)

  - Regierungschef:
    - Außenminister Gustavo Babboni (1943–24. März 1945)
    - Außenminister Gino Giancomini (24. März 1945–1957)

- Schweden
  - Staatsoberhaupt: König Gustav V. (1907–1950)
  - Regierungschef: Ministerpräsident Per Albin Hansson (1936–1946)

- Schweiz[1]
  - Bundespräsident: Eduard von Steiger (1945, 1951)
  - Bundesrat:
    - Philipp Etter (1934–1959)
    - Enrico Celio (1940–1950)
    - Walther Stampfli (1940–1947)
    - Karl Kobelt (1941–1954)
    - Eduard von Steiger (1941–1951)
    - Ernst Nobs (1944–1951)
    - Max Petitpierre (1. Januar 1945–1951)

- Slowakei
  - Staatsoberhaupt: Jozef Tiso (1939–4. April 1945)
  - Regierungschef: Ministerpräsident Štefan Tiso (1944–4. April 1945)

- Sowjetunion
  - Parteichef: Generalsekretär der KPdSU Josef Stalin (1922–1953)
  - Staatsoberhaupt: Vorsitzender des Präsidiums des obersten Sowjets Michail Iwanowitsch Kalinin (1922–1946)
  - Regierungschef: Vorsitzender des Ministerrats Josef Stalin (1941–1953)

- Spanien
  - Staats- und Regierungschef: Caudillo Francisco Franco (1939–1975)

- Tschechoslowakei
  - Staatsoberhaupt: Präsident Edvard Beneš (1935–1938, 4. April 1945–1948) (1921–1922 Ministerpräsident)
  - Regierungschef: Ministerpräsident Zdeněk Fierlinger (5. April 1945–1946)

- Türkei
  - Staatsoberhaupt: Präsident İsmet İnönü (1938–1950)
  - Regierungschef: Ministerpräsident Şükrü Saracoğlu (1942–1946)

- Ungarn
  - Staatsoberhaupt: „Führer der Ungarischen Nation“Ferenc Szálasi (1944–28. März 1945)
  - Regierungschef:
    - Ministerpräsident Ferenc Szálasi (1944–28. März 1945)
    - Ministerpräsident Béla Miklós (28. März–15. November 1945)
    - Ministerpräsident Zoltán Tildy (15. November 1945–1946)

- Vatikanstadt
  - Staatsoberhaupt: Papst Pius XII. (1939–1958)

- Vereinigtes Königreich
  - Staatsoberhaupt: König Georg VI. (1936–1952)
  - Regierungschef:
    - Premierminister Winston Churchill (1940–26. Juli 1945)
    - Premierminister Earl Clement Attlee (26. Juli 1945–1951)